# 七郷村 (愛知県)
七郷村（ななさとむら）は、かつて愛知県八名郡に存在した村である。
現在の新城市東南部にあたる地域を村の範囲とした。1906年（明治39年）に八名郡の7村が合併して発足した。村名はこのことに由来する。1956年（昭和31年）に周囲の自治体と合併して鳳来町となり消滅した。2005年（平成17年）に鳳来町が新城市に合併したので、現在では全域が新城市の一部である。

## 歴史
江戸時代に存在した、下平村（しもだいらむら）・六郎貝津村（ろくろうかいづむら）・細川村（ほそかわむら）・巣山村（すやまむら）・一色村（いっしきむら）・井代村（いしろむら）・能登瀬村（のとせむら）・名越村（なこえむら）・名号村（みょうごうむら）の9村が前身。いずれも江戸初期の慶長年間から幕府領であり、幕府領のまま明治を迎えた。
明治に入ると村の統合が進められ、まず1875年（明治8年）に下平村と六郎貝津村が合併し睦平村（むつだいらむら）が発足する。町村制が施行された1889年（明治22年）には睦平村・細川村・井代村・能登瀬村・名越村・名号村と隣の（旧）大野村（おおのむら）を加えた7村が合併して（新）大野村が、巣山村と一色村の2村が合併して高岡村（たかおかむら）がそれぞれ発足した。しかし、翌1890年（明治23年）に大野村は分割され、旧の7村が再度分立する状態となった。大野村は町制を施行しこの後どの村とも合併せずに推移していくが、1906年（明治39年）、睦平村・細川村・井代村・能登瀬村・名越村・名号村の6村は、高岡村を加えて再度合併する。その際に成立したのがこの七郷村である。
七郷村も合併のないまましばらく推移していたが、昭和の大合併の流れの中、1956年（昭和31年）4月1日に周囲の大野町や南設楽郡長篠村・鳳来寺村と合併、鳳来町の一部となって消滅した。

## 地理・行政地名
村の北から西にかけて豊川の支流宇連川が流れていた。つまり、村全域が宇連川左岸に位置していた。
大字は、「井代」「能登瀬」「名越」「名号」「睦平」「細川」「一色」「巣山」の計8個が設定されていた。いずれも1889年以前に存在した村を再編したものである。前の4大字が宇連川沿いで、役場のあった「井代」は大野町の北側、「能登瀬」は井代の北側、「名越」は能登瀬の北東側、「名号」は名越の東側にある。残る4大字は宇連川の支流沿いで、「睦平」は大野町内で宇連川に合流する真立川の中流域で大野町の東側、「細川」はさらに東側の真立川の上流域、「一色」は名号で宇連川に合流する大島川の上流域、「巣山」は一色の西側で大島川の最上流域に位置していた。
鳳来町合併後も、これら8大字は鳳来町に継承された。ただし、一色については七郷を冠して「七郷一色」に改称された。鳳来町が新城市に編入された後も、これらの8大字は新城市の大字として残る。
新城市が現在設定している鳳来東部地域自治区は旧七郷村、旧大野町の全域と旧長篠村の富栄、豊岡と旧三輪村の池場、川合から構成されている。

## 公共交通
- 国鉄バス遠三線

## 教育
村内には村立の小学校4校と分校1校が存在した。一時期中学校が2校あったが、すぐに大野町の学校に統合されている。
- 七郷村立能登瀬小学校 - 能登瀬に所在。1873年（明治6年）開校。1976年（昭和51年）に大野の東陽小学校に統合され廃校[2]。
- 鳳来町立七郷村立細川小学校 - 細川に所在。1879年（明治12年）開校。1976年に東陽小学校に統合され廃校[2]。
- 七郷村立細川小学校巣山分校 - 巣山に所在。1911年（明治44年）開校。1976年に東陽小学校に統合[4]。
- 七郷村立一色小学校 - 一色に所在。1873年開校[2]。1956年七郷一色小学校に改称、2002年（平成14年）に東陽小学校に統合[4]。
- 七郷村立名号小学校 - 名号に所在。1874年（明治7年）開校。1973年（昭和48年）に川合の鳳来東小学校に統合され廃校[2]。
- 七郷村立七郷第一中学校 - 能登瀬に所在。1947年（昭和22年）開校、1949年（昭和24年）に大野町の東陽中学校に統合され廃校[2]。
- 七郷村立七郷第二中学校 - 一色に所在。1947年開校、1949年に東陽中学校に統合され廃校[2]。